# Katholieke Kerk in Libanon

Libanon

De Katholieke Kerk in Libanon maakt deel uit van de wereldwijde Katholieke Kerk, onder het leiderschap van de paus en de Curie.
De meerderheid van de katholieken behoort tot de Maronitische Kerk. De Maronieten maken circa 26% van de bevolking uit. De Maronitische Kerk ontstond in de 7e eeuw en is sinds de 12e eeuw met de Heilige Stoel verbonden.
Daarnaast bestaan er nog kleinere gemeenschappen van melkitische Grieks-katholieken en Syrisch-katholieken (beiden onder een eigen patriarch), Armeense christenen, katholieken van de Chaldeeuwse ritus en katholieken van de Latijnse ritus.

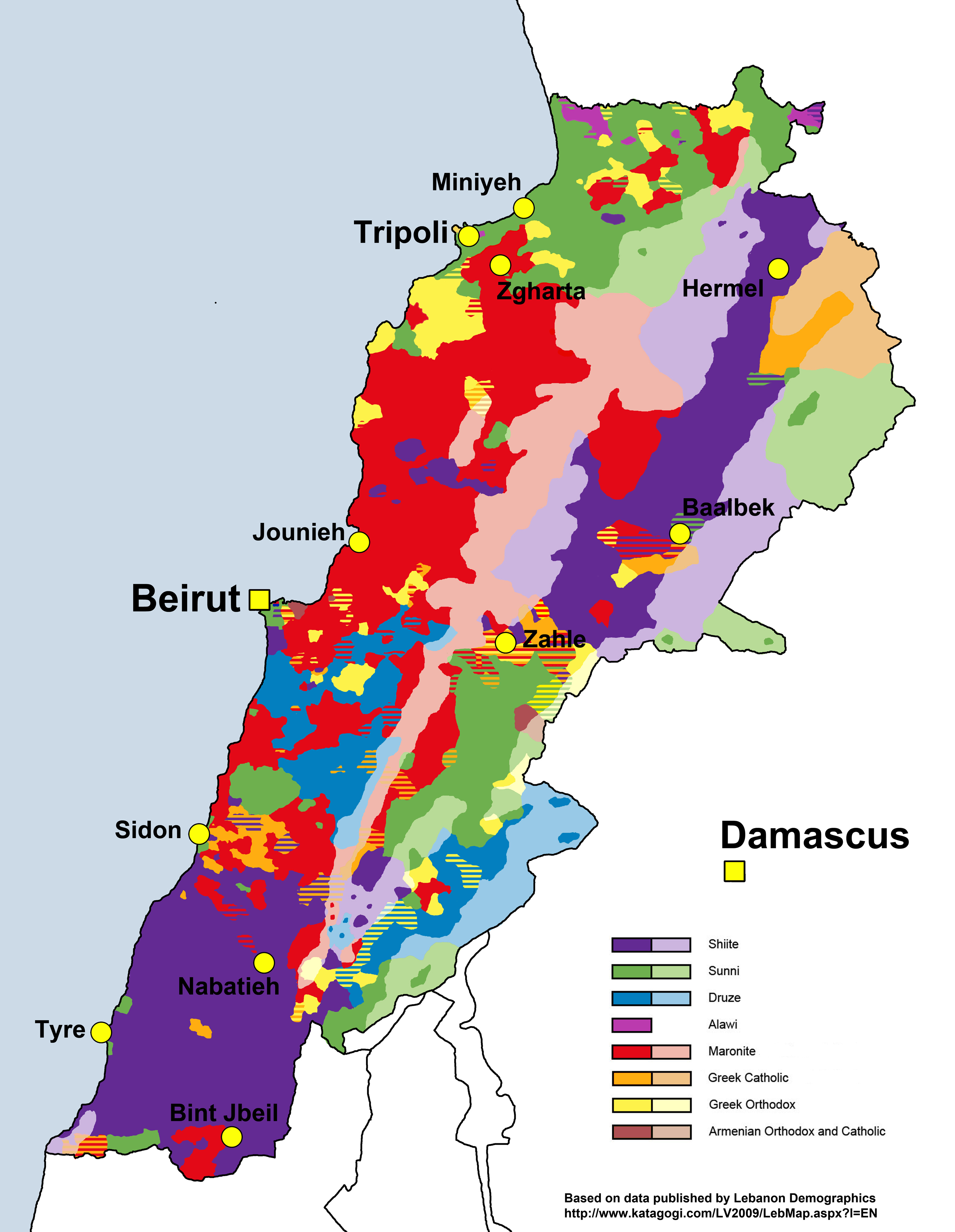
De plaatsen waar de Maronieten wonen zijn aangeduid in het rood. De Grieks-katholieken in het oranje.

De christenen wonen vooral in het centrale westelijke deel van het land rondom Beiroet, Deir el-Qamar, Damour, Jounieh, Jbeil, Batroun, Chekka, Zahlé, Zgharta, Marjeyoun, Baabda, en Bchareh, in het Libanongebergte.
Apostolisch nuntius voor Libanon is sinds 24 september 2022 aartsbisschop Paolo Borgia.

## Bisdommen
Het grondgebied van Libanon vormt één immediatum: het Apostolisch Vicariaat Beiroet
Afghanistan · Armenië · Azerbeidzjan · Bahrein · Bangladesh · Bhutan · Brunei · Cambodja · China · Filipijnen · Georgië · India · Indonesië · Irak · Iran · Israël · Japan · Jemen · Jordanië · Kazachstan · Kirgizië · Koeweit · Laos · Libanon · Maldiven · Maleisië · Mongolië · Myanmar · Nepal · Noord-Korea · Oezbekistan · Oman · Oost-Timor · Pakistan · Qatar · Rusland · Saoedi-Arabië · Singapore · Sri Lanka · Syrië · Tadzjikistan · Thailand · Turkije · Turkmenistan · Verenigde Arabische Emiraten · Vietnam · Zuid-Korea
Overige gebieden: Hongkong · Macau